# ماري لويز أومورفي
ماري لويز أومورفي ( 21 أكتوبر 1737 - 11 ديسمبر 1814) هي كانت عشيقة الملك لويس الخامس عشر ملك فرنسا.